# Vincenzo Accame
Vincenzo Accame (geboren 6. August 1932 in Loano; gestorben 16. Juli 1999 in Mailand) war ein italienischer Dichter und Übersetzer.
Seine Dichtung, ihrem Wesen nach sich vom Schreiben herleitend, richtete sich auf die bildende Kunst in einer beharrlichen Suche und Analyse der möglichen Beziehungen und Verbindungen zwischen sprachlichem und bildnerischem Ausdruck, wobei er die Möglichkeiten ästhetischer Formung in der Wechselbeziehung vielfältiger Formen von Zeichen erkundete.
Diese Suche ist auch das zentrale Thema seiner essayistischen Arbeiten. Eine gültige Darstellung seiner Kunstauffassung gab er 1998 in dem Band Anestetica.
1964 war er Redakteur der neoavanguardischen Zeitschrift Malebolge.
Er übersetzte Paul Éluard, Hans Arp und vor allem mehrere Werke von Alfred Jarry.

## Werke
- Ricercari. Tool, Mailand 1968.
- Mot(s). Tool, Mailand 1970.
- Prove di linearità. EA, Mailand 1970.
- Differenze. Tool, Mailand 1972.
- La pratica del segno. Mercato del sale, Mailand 1974.
- Varianti sopra un segno. Art Visual Center, Neapel 1975.
- Récit. La Nuova Foglio, Pollenza 1975.
- Luoghi prossimi della mente. Severgnini, Mailand 1984.
- Luoghi linguistici. Mercato del sale, Mailand 1989.

Kritische und essayistische Arbeiten
- Jarry. La Nuova Italia, Florenz 1974.
- Il segno poetico. Munt Press, Samedan-Mailand 1977. 2., illustrierte Ausgabe: Zarathustra-Spirali, Mailand 1981.
- Tendenze dell’arte oggi. Fabbri, Mailand 1981.
- Archeologie astratte di Ignazio Moncada. Shakespeare & Company, Brescia 1982.
- Quale segno. Archivio Nuova Scrittura, Mailand 1993v
- Alfred Jarry. Luisé, Rimini 1993.
- Alfred Jarry e la Chandelle Verte. Mit Zeichnungen von Romolo Calciati. Ed. IP, Mortara 1994.
- La pratica del falso. Vecchi e nuovi misfatti in nome della cultura: dai falsari dell’arte ai falsari delle comunicazioni di massa. Spirali/Vel, Mailand 1995.
- (mit A. Vettese) Arte italiana. Segno e scrittura nella collezione della Banca commerciale italiana a Milano. Banca Commerciale Italiana, Mailand 1996.
- Anestetica. Spirali, 1998.
- Pittura come scrittura. Spirali, 1998.
- Omissis. Spirali, 2003.

Übersetzungen
- Paul Éluard: Ultime poesie d’amore. Lerici, Mailand 1965.
- Poesie di Alfred Jarry. Guanda, Parma 1968.
- Alfred Jarry: I minuti di sabbia memoriale. Munt Press, Samedan-Mailand 1974.
- Alfred Jarry: Visite d’amore. Guanda, Mailand 1976.
- Hans Arp: Poesie. Guanda, Mailand 1977.
- Alfred Jarry: Poesie. Guanda, Mailand 1978.
- Alfred Jarry: Ubu coloniale. Do-Soul, Mailand 1983.
- Alfred Jarry: Haldernablou. Severgnini, Mailand 1984.
- Poesia francese del Novecento. Bompiani, Mailand 1985.
- Alfred Jarry: Cesare Anticristo. Edizioni dell’Arco, Mailand 1994.